# Isländischer Fußballpokal der Männer 2024
Der isländische Fußballpokal 2024 war die 65. Austragung des isländischen Pokalwettbewerbs der Männer. Titelverteidiger war Víkingur Reykjavík, der nach vier Pokalsiegen in Folge diesmal im Finale KA Akureyri unterlag. Der Sieger qualifizierte sich für die UEFA Conference League 2025/26.

## Modus
Alle Begegnungen wurden in einem Spiel ausgetragen. In den ersten zwei Runden nahmen Vereine ab der dritten Liga abwärts teil. Die Vereine der zweiten Liga stiegen in der 2. Runde ein, die Erstligisten in der dritten Runde. Bei unentschiedenem Ausgang wurde das Spiel zunächst verlängert und gegebenenfalls durch Elfmeterschießen entschieden.

## 1. Runde
| Datum      |                         | Ergebnis              |                             |
| ---------- | ----------------------- | --------------------- | --------------------------- |
| 01.04.2024 | Augnablik Kópavogur     | 7:1                   | KFB Álftanes                |
| 01.04.2024 | Léttir Reykjavík        | 0:1                   | ÍH Hafnarfjörður            |
| 04.04.2024 | UMF Selfoss             | kampflos              | UMF Stokkseyri              |
| 04.04.2024 | Kría Seltjarnarnes      | 1:2                   | Úlfarnir Reykjavík          |
| 04.04.2024 | Ýmir Kópavogur          | 11:00                 | þorlákur FC                 |
| 04.04.2024 | Mídas Reykjavík         | 1:3                   | RB Reykjavik                |
| 04.04.2024 | Elliði Reykjavík        | 0:3                   | UMF Víkingur                |
| 04.04.2024 | Álafoss Mosfellsbær     | 0:6                   | KFG Garðabær                |
| 05.04.2024 | KS Spyrnir              | 0:5                   | ÍF Huginn/Höttur            |
| 05.04.2024 | Hafnir Keflavík         | 12:00                 | KM Reykjavík                |
| 05.04.2024 | Hamar Hveragerði        | 2:5 n. V.             | Hvíti riddarinn Mosfellsbær |
| 05.04.2024 | Haukar Hafnarfjörður    | 20:00                 | Afrika Reykjavik            |
| 05.04.2024 | KH Hlíðarendi           | 5:1                   | Reynir Sandgerði            |
| 05.04.2024 | Smári Kópavogur         | 2:2 n. V. (3:4 i. E.) | FC Árbær                    |
| 05.04.2024 | UMF Tindastóll          | 7:0                   | UMF Samherjar               |
| 06.04.2024 | Kári Akranes            | 5:0                   | ÍB Uppsveitir               |
| 06.04.2024 | KF Rangæinga            | 4:8                   | KFK Kópavogur               |
| 06.04.2024 | KF Vesturbæjar          | 3:0                   | KFS Vestmannaeyja           |
| 06.04.2024 | Skautafélag Reykjavíkur | 2:4                   | UMF Kormákur/Hvöt           |
| 06.04.2024 | Vængir Júpiters         | 6:2                   | Hörður Isafjörður           |
| 06.04.2024 | Árborg Selfoss          | 12:00                 | Reynir Hellissandur         |
| 06.04.2024 | Víðir Garði             | 2:1 n. V.             | UMF Sindri Höfn             |
| 06.04.2024 | UMF Þróttur Vogar       | 1:3                   | KÁ Ásvellir                 |
| 06.04.2024 | UMF Skallagrímur        | 1:3                   | Ægir þorlákshöfn            |
|            | KS Fjallabyggðar        | Freilos               |                             |
|            | KF Austfjarða           | Freilos               |                             |
|            | Völsungur Húsavík       | Freilos               |                             |
|            | Magni Grenivík          | Freilos               |                             |

## 2. Runde
Teilnehmer: Die 24 Sieger der 1. Runde, die vier Vereine mit Freilos in der 1. Runde sowie die zwölf Zweitligisten.
| Datum      |                             | Ergebnis              |                      |
| ---------- | --------------------------- | --------------------- | -------------------- |
| 10.04.2024 | UMF Víkingur                | 2:3                   | Keflavík ÍF          |
| 12.04.2024 | Hvíti riddarinn Mosfellsbær | 0:3                   | UMF Grindavík        |
| 12.04.2024 | UMF Selfoss                 | 3:1                   | Kári Akranes         |
| 12.04.2024 | KS Dalvík/Reynir            | 2:0                   | KS Fjallabyggðar     |
| 12.04.2024 | Hafnir Keflavík             | 3:0                   | Úlfarnir Reykjavík   |
| 12.04.2024 | ÍH Hafnarfjörður            | 4:4 n. V. (5:4 i. E.) | Ýmir Kópavogur       |
| 13.04.2024 | UMF Tindastóll              | 1:1 n. V. (3:2 i. E.) | Magni Grenivík       |
| 13.04.2024 | Árborg Selfoss              | 1:2                   | FC Árbær             |
| 13.04.2024 | KÁ Ásvellir                 | 6:3 n. V.             | RB Reykjavik         |
| 13.04.2024 | Leiknir Reykjavík           | 1:4                   | UMF Afturelding      |
| 13.04.2024 | ÍF Grótta                   | 3:2                   | UMF Njarðvík         |
| 13.04.2024 | ÍBV Vestmannaeyjar          | 5:1                   | KFG Garðabær         |
| 13.04.2024 | Vængir Júpiters             | 1:7                   | þróttur Reykjavík    |
| 13.04.2024 | KH Hlíðarendi               | 2:4 n. V.             | UMF Fjölnir          |
| 13.04.2024 | KF Vesturbæjar              | 1:7                   | ÍR Reykjavík         |
| 13.04.2024 | ÍF Huginn/Höttur            | 2:0                   | Völsungur Húsavík    |
| 13.04.2024 | Ægir þorlákshöfn            | 2:3                   | Haukar Hafnarfjörður |
| 14.04.2024 | Augnablik Kópavogur         | 5:2                   | UMF Kormákur/Hvöt    |
| 14.04.2024 | Þór Akureyri                | 5:1                   | KF Austfjarða        |
| 14.04.2024 | KFK Kópavogur               | 0:3                   | Víðir Garði          |

## 3. Runde
Teilnehmer: Die 20 Sieger der 2. Runde und die 12 Mannschaften der Besta deild 2024.
| Datum      |                      | Ergebnis  |                      |
| ---------- | -------------------- | --------- | -------------------- |
| 23.04.2024 | Fjölnir Reykjavík    | 4:2       | UMF Selfoss          |
| 24.04.2024 | KÁ Ásvellir          | 2:9       | KR Reykjavík         |
| 24.04.2024 | Valur Reykjavík      | 3:0       | FH Hafnarfjörður     |
| 24.04.2024 | þróttur Reykjavík    | 1:2       | HK Kópavogur         |
| 24.04.2024 | Augnablik Kópavogur  | 1:2       | UMF Stjarnan         |
| 25.04.2024 | FC Árbær             | 0:3       | Fram Reykjavík       |
| 25.04.2024 | Haukar Hafnarfjörður | 2:4       | ÍF Vestri            |
| 25.04.2024 | ÍF Huginn/Höttur     | 0:1       | Fylkir Reykjavík     |
| 25.04.2024 | ÍBV Vestmannaeyjar   | 1:2       | UMF Grindavík        |
| 25.04.2024 | UMF Afturelding      | 4:1       | KS Dalvík/Reynir     |
| 25.04.2024 | ÍF Grótta            | 0:3       | Þór Akureyri         |
| 25.04.2024 | ÍA Akranes           | 3:0       | UMF Tindastóll       |
| 25.04.2024 | KA Akureyri          | 2:1 n. V. | ÍR Reykjavík         |
| 25.04.2024 | Víkingur Reykjavík   | 4:1       | Víðir Garði          |
| 25.04.2024 | ÍH Hafnarfjörður     | 4:2       | Hafnir Keflavík      |
| 25.04.2024 | Keflavík ÍF          | 2:1       | Breiðablik Kópavogur |

## Achtelfinale
| Datum      |                   | Ergebnis |                    |
| ---------- | ----------------- | -------- | ------------------ |
| 14.05.2024 | Fjölnir Reykjavík | 0:2      | Þór Akureyri       |
| 15.05.2024 | KA Akureyri       | 3:1      | ÍF Vestri          |
| 16.05.2024 | Keflavík ÍF       | 3:1      | ÍA Akranes         |
| 16.05.2024 | Fylkir Reykjavík  | 3:1      | HK Kópavogur       |
| 16.05.2024 | UMF Grindavík     | 1:4      | Víkingur Reykjavík |
| 16.05.2024 | UMF Stjarnan      | 5:3      | KR Reykjavík       |
| 17.05.2024 | Fram Reykjavík    | 3:0      | ÍH Hafnarfjörður   |
| 17.05.2024 | UMF Afturelding   | 1:3      | Valur Reykjavík    |

## Viertelfinale
| Datum      |                    | Ergebnis              |                  |
| ---------- | ------------------ | --------------------- | ---------------- |
| 09.06.2024 | Keflavík ÍF        | 2:2 n. V. (3:5 i. E.) | Valur Reykjavík  |
| 12.06.2024 | Þór Akureyri       | 0:1                   | UMF Stjarnan     |
| 13.06.2024 | KA Akureyri        | 3:0                   | Fram Reykjavík   |
| 13.06.2024 | Víkingur Reykjavík | 3:1                   | Fylkir Reykjavík |

## Halbfinale
| Datum      |                    | Ergebnis              |                 |
| ---------- | ------------------ | --------------------- | --------------- |
| 02.07.2024 | KA Akureyri        | 3:2                   | Valur Reykjavík |
| 03.07.2024 | Víkingur Reykjavík | 1:1 n. V. (5:4 i. E.) | UMF Stjarnan    |

## Finale
| Paarung            | KA Akureyri – Víkingur Reykjavík |
| Ergebnis           | 2:0 (1:0) |
| Datum              | 21. September 2024 |
| Stadion            | Laugardalsvöllur, Reykjavík |
| Zuschauer          | 4.096 |
| Schiedsrichter     | Pétur Guðmundsson |
| Tore               | 1:0 Peter Oliver Ekroth (37., Eigentor) 2:0 Dagur Ingi Valsson (90.+9′) |
| KA Akureyri        | Steinþór Már Auðunsson – Hrannar Björn Steingrímsson (80. Kári Gautason), Hans Viktor Guðmunsson, Ívar Örn Árnason , Darko Bulatović – Bjarni Aðalsteinsson, Rodrigo Gomes Mateo, Daníel Hafsteinsson – Jakob Snær Árnason (80. Harley Willard), Viðar Örn Kjartansson (84. Ásgeir Sigurgeirsson), Hallgrímur Mar Steingrímsson (90.+3' Dagur Ingi Valsson) Cheftrainer: Hallgrímur Jónasson   |
| Víkingur Reykjavík | Ingvar Jónsson – Karl Fridleifur Gunnarsson (76. Matthías Vilhjálmsson), Gunnar Vatnhamar, Peter Oliver Ekroth, Jón Guðni Fjóluson – Gísli Gottskálk Þórðarson, Viktor Örlygur Andrason (60. Danijel Djuric), Valdimar Þór Ingimundarson – Erlingur Agnarsson (60. Tarik Ibrahimagic), Aron Elís Þrándarson, Ari Sigurpálsson (76. Davíð Örn Atlason) Cheftrainer: Arnar Bergmann Gunnlaugsson |
| Gelbe Karten       | Daníel Hafsteinsson (42.), Jakob Snær Árnason (64.), Hallgrímur Mar Steingrímsson (74.), Kári Gautason (87.), Harley Willard (89.), Bjarni Aðalsteinsson (90.+2'), Rodrigo Gomes Mateo (90.+4') – Karl Fridleifur Gunnarsson (60.), Trainer Gunnlaugsson (90.+5') |